# 米拉蒙拉图尔
米拉蒙拉图尔（法語：Miramont-Latour，法語發音：[miʁamɔ̃ latuʁ]）是法国热尔省的一个市镇，位于该省中东部偏北，属于孔东区和热尔洛马涅市镇公共社区。

## 地理
米拉蒙拉图尔（43°46'26"N, 0°40'58"E）面积9.77 平方千米，位于法国奧克西塔尼大區热尔省，该省份为法国西南部内陆省份，北起顺时针与洛特-加龙省、塔恩-加龙省、上加龙省、上比利牛斯省、大西洋比利牛斯省和朗德省接壤。
与米拉蒙拉图尔接壤的市镇（或旧市镇、城区）包括：欧卢斯特河畔加瓦雷、拉拉讷、米尔普瓦、皮斯、皮卡斯基耶、图朗凯。
米拉蒙拉图尔的时区为UTC+01:00、UTC+02:00（夏令时）。

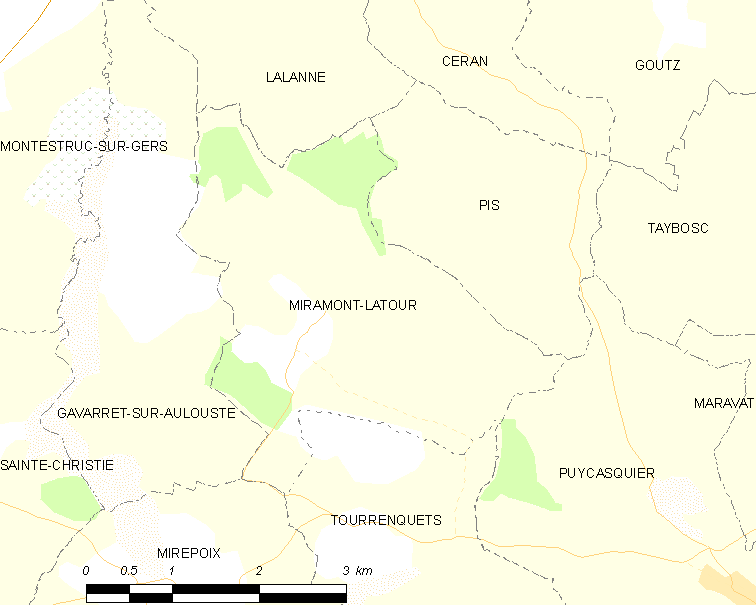
米拉蒙拉图尔的OSM定位图

## 行政
米拉蒙拉图尔的邮政编码为32390，INSEE市镇编码为32255。

## 政治
米拉蒙拉图尔所属的省级选区为弗勒朗斯-洛马涅县。

## 交通
热尔省省道D241线经过米拉蒙拉图尔境内。

## 人口

1962-2008年间米拉蒙拉图尔人口变化图示

米拉蒙拉图尔于2022年1月1日时的人口数量为144人。